# Assunção (distrito de Itapipoca)
Assunção é um distrito do município de Itapipoca, no estado do Ceará. Foi criado em pelo ato provincial de 27 de janeiro de 1864, e anexado a vila de Imperatriz. Localiza-se a 25 quilômetros do Centro de Itapipoca.